# Лингтон, Майкл
Майкл Лингтон (Michael Lington) (родился 11 июня 1969, в Копенгагене) — американский джазовый саксофонист датского происхождения, работающий в жанрах Smooth Jazz и Fusion.

## Дискография
- Michael Lington (1997)
- Vivid (2000)
- Everything Must Change (2002)
- Stay with Me (2004)
- A Song for You (2006)
- Heat (2008)